# تيم هاريس (لاعب كرة قدم أمريكية)
تيم هاريس (بالإنجليزية: Tim Harris)‏ هو لاعب كرة قدم أمريكية أمريكي، ولد في 15 يونيو 1961 في كومبتون في الولايات المتحدة.

## وصلات خارجية
- تيم هاريس على موقع مرجع كرة القدم المحترفة.كوم (الإنجليزية)
- تيم هاريس على موقع JustSportsStats.com (الإنجليزية)